# Emanuela Grimalda
Emanuela Grimalda (Trieste, 26 giugno 1964) è un'attrice italiana.

## Biografia
Nata a Trieste, si diploma all'Istituto d'Arte e poi si trasferisce a Bologna per frequentare il DAMS, progettando un futuro da pittrice, senza però laurearsi e diplomandosi, invece, alla Scuola di teatro Alessandra Galante Garrone di Bologna. Fonda il circolo culturale "Terzo Piano" facendo, nel frattempo, anche la cameriera, la poetessa, la baby sitter e la pittrice. Abbandona poi Bologna per Roma. Alterna teatro, cinema e televisione. Dopo molte versioni teatrali e spettacoli, Emanuela Grimalda debutta al cinema nel film Uomo d'acqua dolce (1996), a cui seguono Vacanze di Natale 2000 (1999), Febbre da cavallo - La mandrakata (2002), al fianco di Gigi Proietti, Mai + come prima (2005) e La bellezza del somaro (2010).
In televisione comincia a lavorare nel 2000, prendendo parte al folto cast della serie Sei forte maestro, con Emilio Solfrizzi, in onda su Canale 5. Nel 2004 è su Rai 3 con B.R.A - Braccia rubate all'agricoltura, programma satirico di Serena Dandini, dove interpreta una giornalista del TG1. Nella sitcom Cotti e mangiati è la sorella di Marina Massironi, e recita accanto a quest'ultima e a Flavio Insinna. Recita anche in alcune puntate de I Cesaroni, nella stagione del 2006, nel ruolo di Benedetta, docente di religione, e, nello stesso anno, nella miniserie TV Giuseppe Moscati - L'amore che guarisce.
Nel 2008 prende parte al remake televisivo di Rebecca - La prima moglie, accanto a Mariangela Melato e Cristiana Capotondi, e poi alla prima stagione di Tutti pazzi per amore, con  Stefania Rocca e di nuovo accanto a Solfrizzi. Nel 2004 recita in un episodio della quarta stagione della serie televisiva Un medico in famiglia, nel ruolo di Milena, un personaggio minore. Nel 2009 partecipa ancora allo stesso telefilm, ma questa volta nel ruolo di Ave Battiston, un personaggio presente dalla sesta alla nona stagione. Appare anche nella quarta serie di Un ciclone in famiglia. Ha collaborato con la rivista Tèchne diretta da Paolo Albani. A maggio 2024 è tra i protagonisti del film TV Com'è umano lui!, dedicato a Paolo Villaggio e diretto da Luca Manfredi, dove interpreta Maria Villaggio.

## Vita privata
Sposatasi in età matura, diventa mamma per la prima volta a 51 anni, partorendo un bambino l'8 luglio 2015.

## Filmografia

### Cinema
- Uomo d'acqua dolce, regia di Antonio Albanese (1996)
- Consigli per gli acquisti, regia di Sandro Baldoni (1997)
- L'ultimo capodanno, regia di Marco Risi (1998)
- L'amico del cuore, regia di Vincenzo Salemme (1998)
- Muzungu, regia di Massimo Martelli (1999)
- Vacanze di Natale 2000, regia di Carlo Vanzina (1999)
- Amarsi può darsi, regia di Alberto Taraglio (2001)
- A cavallo della tigre, regia di Carlo Mazzacurati (2002)
- Febbre da cavallo - La mandrakata, regia di Carlo Vanzina (2002)
- Mai + come prima, regia di Giacomo Campiotti (2005)
- Per non dimenticarti, regia di Mariantonia Avati (2006)
- La bellezza del somaro, regia di Sergio Castellitto (2010)
- Manuale d'amore 3, regia di Giovanni Veronesi (2011)
- La gente che sta bene, regia di Francesco Patierno (2013)
- Assolo, regia di Laura Morante (2016)
- Stato di ebbrezza, regia di Luca Biglione (2018)
- Felicità cannibale, regia di Daniel Baldotto – cortometraggio (2023)

### Televisione
- Sei forte, maestro – serie TV (2000-2001)
- Via Zanardi, 33 – serie TV (2001)
- Un medico in famiglia – serie TV (2004; 2009-2014)
- Cotti e mangiati – serie TV (2005)
- I Cesaroni – serie TV (2006)
- L'amore e la guerra, regia di Giacomo Campiotti – miniserie TV (2006)
- Giuseppe Moscati - L'amore che guarisce, regia di Giacomo Campiotti – miniserie TV (2007)
- Un ciclone in famiglia – serie TV (2008)
- Rebecca, la prima moglie, regia di Riccardo Milani – miniserie TV (2008)
- Boris – serie TV (2008)
- Tutti pazzi per amore – serie TV (2008)
- Agata e Ulisse, regia di Maurizio Nichetti – film TV (2011)
- Non è mai troppo tardi, regia di Giacomo Campiotti – miniserie TV (2014)
- L'angelo di Sarajevo, regia di Enzo Monteleone – miniserie TV (2015)
- Grand Hotel, regia di Luca Ribuoli – miniserie TV (2015)
- Nozze romane, regia di Olaf Kreinsen – film TV (2017)
- Volevo fare la rockstar – serie TV, 20 episodi (2019-2022)
- Mai scherzare con le stelle!, regia di Matteo Oleotto – film TV (2020)
- Guida astrologica per cuori infranti – serie TV, 10 episodi (2021-2022)
- La fortuna di Laura, regia di Alessandro Angelini – film TV (2022)
- Gloria – serie TV (2024)
- Com'è umano lui!, regia di Luca Manfredi – film TV (2024)

## Teatro
- Le fate - Lettere dalla Caucasia di Marco Barbieri (1984)
- Giro di rose di Marco Barbieri (1984)
- Zanzara d'oro (1989)
- Riso Rosa (1991)
- Puccini Comic Horror Show, regia di Daniele Sala (1992)
- Sei personaggi in cerca d'autore di Luigi Pirandello, regia di Nanni Garella (1993)
- Gl'innamorati di Carlo Goldoni, regia di Nanni Garella (1993-1994)
- Faust di Johann Wolfgang von Goethe, regia di Giorgio Barberio Corsetti (1995-1996)
- Forbici follia, regia di Gianni Williams (1996-1997)
- Premiata pasticceria Bellavista di Vincenzo Salemme e Carlo Buccirosso, regia di Vincenzo Salemme (1998)
- Double Act di Barry Crayton, regia di Marco Mattolini, con Giobbe Covatta (2001-2002)
- I monologhi della vagina di Eve Ensler, regia di Emanuela Giordano (2002)
- Midolla e animelle di Emanuela Grimalda, regia di Massimo Andrei (2003-2004)
- Il riso è manifesto. Serata di cabaret difficilissimo di Emanuela Grimalda e Alessandro Fullin, regia di Giancarlo Bozzo (2005)
- Le serve di Goldoni di Alessandro Fullin, regia di Andrea Adriatico (2007)
- Infinite e sfinite? Miracoli delle donne d'oggi, regia di Michael Margotta (2010-2013)
- Ferite a morte di Serena Dandini e Maura Misiti (2012)
- Il giorno è servito di Emanuela Grimalda (2013-2014)
- Le donne se la ridono (2016)
- Dio è una signora di mezza età di Emanuela Grimalda (2020-2025)
- La difettosa, regia di Serena Sinigaglia (2023)

## Programmi TV
- Non c'è problema (Rai 3, 2003)
- Bra - Braccia rubate all'agricoltura (Rai 3, 2004)